# Jonathan Heimes
Jonathan „Johnny“ Heimes (* 19. Februar 1990 in Darmstadt; † 8. März 2016 ebenda) war ein deutscher Fußballfan, der an Krebs erkrankt war. Er leistete 2014 einen Beitrag zum Aufstieg des Fußballklubs SV Darmstadt 98 in die 2. Fußball-Bundesliga mithilfe von Motivationsarmbändchen zugunsten des Fördervereins der Kinderkrebsklinik am Frankfurter Uniklinikum. Während der Bundesligasaison 2016/17 trug das Stadion am Böllenfalltor in Darmstadt seinen Namen.

## Leben
Jonathan Heimes war im Alter von 12 Jahren Jugend-Hessenmeister im Tennis, bevor ihm zwei Jahre später ein Hirntumor diagnostiziert wurde und für das Ende seiner Karriere sorgte. Er wurde zusammen mit Andrea Petković von deren Vater Zoran Petković trainiert. Nach zwei Wochen im Koma war es ihm nicht erneut möglich Tennis zu spielen. Heimes machte später sein Fachabitur und sein Freiwilliges Soziales Jahr als Jugendtrainer bei seinem Heimatverein TEC Darmstadt.
Nach fünf Jahren ohne Rückfall kehrte der Krebs zurück und Heimes war fortan aufgrund einer Querschnittslähmung auf den Rollstuhl angewiesen. Freunde und Unterstützer verteilten in seinem Namen schon 2012 blaue und ab 2013 blau-weiße Armbändchen mit der Aufschrift DU MUSST KÄMPFEN! Es ist noch nichts verloren gegen Spenden bei Spielen des SV Darmstadt 98. Das Projekt wurde bis zum Saisonfinale gegen die Stuttgarter Kickers immer populärer, als es um den Verbleib in der 3. Liga ging. Die Mannschaft spielte 2:2 unentschieden und war damit vermeintlich abgestiegen. Durch den Lizenzentzug der Kickers Offenbach blieb die Mannschaft jedoch in der Liga und spielte ein Jahr später gegen Arminia Bielefeld in der Relegation um die 2. Bundesliga. Nachdem das Hinspiel am Bölle mit 1:3 verloren wurde, erzählte Cheftrainer Dirk Schuster vor dem Rückspiel von Heimes und ließ seine Spieler die Bändchen tragen. Das Rückspiel konnte in letzter Minute mit 4:2 gewonnen werden, womit die Mannschaft aufstieg. Bis Ende 2014 waren 100.000 Euro an Spenden für den Verein Hilfe für krebskranke Kinder zusammengekommen.
Zusammen mit Andrea Petković gründete Heimes im Februar 2015 die gemeinnützige Gesellschaft Du musst kämpfen, die Vereine und Projekte für eine Supportive Sporttherapie in der Krebstherapie von Kindern und Jugendlichen unterstützt. Erstes Event war die Tennis Trophy 2015, wobei auch Darmstadt-Trainer Schuster anwesend war, der nun mit der Mannschaft in der Bundesliga spielte. Bis Juli 2016 wurden dadurch dem Verein Hilfe für krebskranke Kinder Frankfurt annähernd eine Million Euro gespendet.
Am 8. März 2016 starb Heimes an den Folgen seiner Tumorerkrankung. Jonathan Heimes wurde auf dem Bessunger Friedhof in Darmstadt bestattet.

## Ehrungen
Der Kapitän des SV Darmstadt 98, Aytaç Sulu, äußerte sich auf einer Pressekonferenz des Vereins und hob die Bedeutung von Heimes für den Erfolg der Mannschaft hervor. Stellvertretend für seine Fantreue für die Lilien und als Dank für sein Engagement für krebskranke Kinder und Jugendliche wurde er zur Bundesligaaufstiegsfeier 2015 auf die Bühne des SV Darmstadt 98 gebeten und 15.000 Fans sangen gemeinsam You’ll Never Walk Alone.
Sein Tod löste ein bundesweites Medienecho aus. Oberbürgermeister Jochen Partsch und der Magistrat der Stadt Darmstadt würdigten Heimes als „Vorbild für sehr viele Menschen, Kinder und Erwachsene, in Darmstadt und weit über die Grenzen unserer Stadt hinaus“. Vom hessischen Ministerpräsidenten Volker Bouffier wurde er posthum als Mensch des Respekts ausgezeichnet. Im Rahmen der Gala des 24. Deutschen Fundraising-Kongresses in Kassel erhielt Jonathan am 4. Mai 2017 einen Sonderpreis für sein herausragendes persönliches Engagement.
Nach seinem Tod übernahm Jonathans Vater Martin die Geschäftsführung der Du musst kämpfen gGmbH.
Zu seinem Gedenken benannte der SV Darmstadt 98 sein Stadion zur Saison 2016/17 in Jonathan-Heimes-Stadion am Böllenfalltor um. Hierzu verzichtete der Rechteinhaber des Stadionnamens, die Merck KGaA, für ein Jahr auf sein laufendes Namensrecht. Seit der Saison 2017/18 trägt die Südtribüne des Stadions den Namen „Jonathan-Heimes-Tribüne“. Am 8. März 2017 verzichtete die Software AG im Heimspiel der Lilien gegen den 1. FSV Mainz 05 auf ihre Namensrechte auf den Lilien-Trikots. Stattdessen wurde ein Sonder-Trikot mit dem Motto DUMUSSTKÄMPFEN! getragen.
Im Jahr 2017 benannte der TEC Darmstadt seinen ersten Platz während des Benefiz-Turniers zugunsten der Initiative Du-musst-kämpfen mit Unterstützung der Merck KGaA in Jonathan-Heimes-Centre Court.
2022 wurde eine Straße in Bessungen nach ihm benannt.

## Medien
2014 produzierte das ZDF in seiner Reihe 37 Grad eine Dokumentation über Jonathan Heimes, seinen jahrelangen Kampf gegen den Krebs und seine Initiative Du musst kämpfen. Am 4. September 2014 war er Gast in der Talkshow Markus Lanz. Am 31. Juli 2015 wurde in der MDR-Sendung Unter Uns – Geschichten die man nicht vergisst über Jonathan Heimes berichtet.
Das Darmstädter Echo würdigte ihn in einem Nachruf als Jugendlichen, der mit Mut und Hilfe für andere öffentlichkeitswirksam gegen seinen Krebs kämpfte und ein treuer Fan seines Sportvereins war:

„Aber es ist mehr als das. Er hat nicht nur den Kampf gegen sein Schicksal aufgenommen, er hat dabei noch anderen geholfen. Dies ist sein Vermächtnis. Es gibt nicht viele Sechsundzwanzigjährige, die eins haben.“

Im April 2018 wurde am Staatstheater Darmstadt das Musical Du musst kämpfen – Das Lilienmusical aufgeführt, das neben dem Sportverein auch das Motto und Leben Jonathan Heimes’ zum Thema hatte.

## Werke
- Comebacks – Meine Leben Selbstverlag, Darmstadt 2013.
- Du musst kämpfen Selbstverlag, Darmstadt 2014.